# Родригес, Мишель
Майте Мише́ль Родри́гес (англ. Mayte Michelle Rodriguez; род. 12 июля 1978, Сан-Антонио, Техас, США) — американская актриса кино и телевидения. Актёрскую карьеру начала в 2000 году, сыграв роль Дианы Гузмен в фильме «Женский бой».
Наиболее известна по фильмам: «Форсаж» (2001, 2009, 2013, 2015, 2017, 2021, 2023), «Обитель зла» (2002), «Обитель зла: Возмездие» (2012), «S.W.A.T.: Спецназ города ангелов» (2003), «Аватар» (2009) «Мачете» (2010) и «Мачете убивает» (2013).

## Биография
Мишель Родригес родилась 12 июля 1978 года в Сан-Антонио, штат Техас, отец-пуэрториканец Рафаэль Родригес, служивший в Армии США, мать, Кармен Милади Пэйред, уроженка Доминиканской Республики; её родители развелись в 1986 году. В общем количестве, у неё 10 родных и неполнородных братьев и сестёр. Мишель частично воспитывала её глубоко религиозная бабушка в вере Свидетелей Иеговы (вере её матери), но Мишель впоследствии отказалась от этого вероисповедания.
Родригес переехала на два года в Доминиканскую Республику со своей матерью, когда ей было 8 лет, и после жила в Пуэрто-Рико до одиннадцати; потом они поселились в Джерси-Сити, штат Нью-Джерси. Мишель бросила школу в 17 лет, но позже вернулась и получила свой аттестат. Родригес немного посещала бизнес-школу с целью стать режиссёром и писателем.

Родригес снималась в массовке, пока однажды не увидела объявление об открытом кастинге на низкобюджетный независимый фильм «Женский бой». Это было её первое прослушивание. Мишель обошла 350 других кандидатов и получила роль. Фильм вышел в 2000 году, игру Родригес заметили как критики, так и публика.

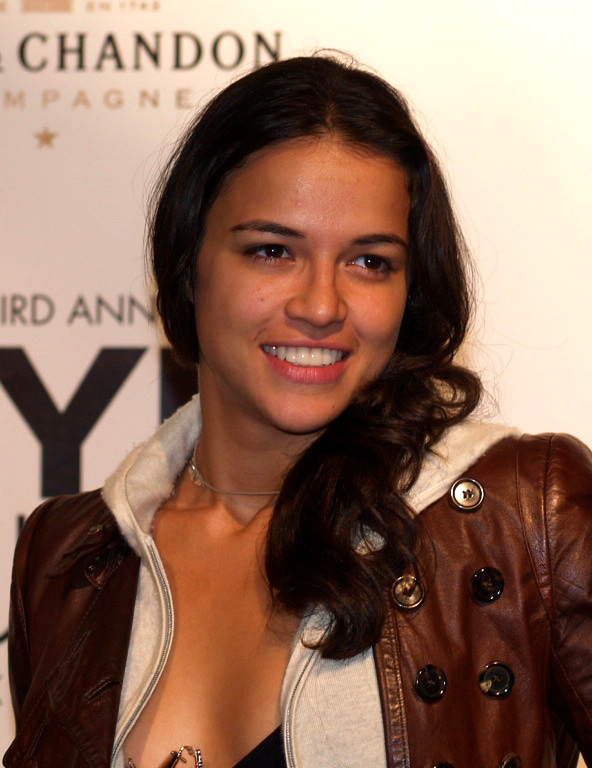
Мишель Родригес в Нью-Йорке на Неделе моды в 2006 году.

Впоследствии она получила примечательные роли в других удачных фильмах, включая «Форсаж» и «Обитель зла». В 2002 году она получила 34 место в списке 100 самых сексуальных женщин по версии журнала Maxim.
В 2004 Родригес приняла участие в озвучке игры «Halo 2». Также озвучивала Лиз Рикарро в сериале «IGPX» канала Cartoon Network. В 2005 и 2006 сыграла роль жёсткого полицейского Аны-Люсии Кортес в телесериале «Остаться в живых» во втором сезоне. Сообщают[кто?], что её персонаж был убит из-за разногласия с создателями, хотя сама Родригес настаивает, что по сценарию её персонажа должны были убить ещё с самого начала. Она позже возвращалась в сериал в 2009 и 2010 году в несколько серий.
В 2008 году она появилась в «Битва в Сиэтле» вместе с Шарлиз Терон. 6 марта 2008 года стало известно, что Мишель согласилась на роль в четвёртой части «Форсажа», выпущенного в кинотеатрах 3 апреля 2009 года. Мишель также снялась в высокобюджетном научно-фантастическом приключенческом фильме «Аватар» Джеймса Кэмерона, который был выпущен 18 декабря 2009 года. Снялась (и выступила в качестве продюсера) в независимом фильме «Кровавый тропик», основанном на истории сестёр Мирабаль, которые были убиты в 1960 году доминиканским диктатором Трухильо за противодействие его правлению.
По состоянию на 12 июля 2010 года фильмы с участием Мишель собрали 1 272 734 719 долларов в Соединённых Штатах и 3 686 521 043 долларов в мире. Также появилась в фильме Роберта Родригеса «Мачете» в 2010 году и в научно-фантастическом фильме «Инопланетное вторжение: Битва за Лос-Анджелес» в 2011 году.
В 2015 году Мишель снялась в видеоклипе на песню «Confident» певицы Деми Ловато.
В 2016 году она снялась в фильме «Томбой» вместе с Сигурни Уивер. В 2017 году она озвучила персонажа Смурфгроза в мультике «Смурфики: Затерянная деревня». Затем снялась в фильме «Форсаж 8», который побил рекорды по кассовым сборам за всю историю. В 2018 году она снялась вместе с Виолой Дэвис в фильме «Вдовы» режиссера Стива Маккуина, а в 2019 году воссоединилась с режиссером Джеймсом Кэмероном в фильме «Алита: Боевой ангел». Родригес основала продюсерскую компанию Cheshire Kat Productions, которая выпустила документальный фильм «Каскадерши: нерассказанная голливудская история» (2019).

## Личная жизнь
В начале 2000 года прекратила отношения со своим бойфрендом-мусульманином из-за религиозных требований с его стороны. На съёмках фильма «Форсаж» у Родригес был роман с Вином Дизелем в 2001 году.
В 2003 году была сфотографирована целующейся с бойфрендом Оливье Мартинесом (коллегой по съемкам «S.W.A.T.: Спецназ города ангелов») на вечеринке на яхте Шона Коумза (P. Diddy) на юге Франции.
В 2005 году бисексуальная актриса Кристанна Локен призналась, что у них были отношения, хотя Родригес этого не подтверждала.
В 2006 году Мишель призналась английскому журналу Cosmopolitan, что она не лесбиянка, хотя имела эксперименты с обоими полами.
В июне 2007 года журнал Curve написал статью про Мишель под названием «Плохая бисексуальная девочка». Родригес никогда не давала интервью этому журналу и в ответ использовала свой блог, чтобы выразить своё недовольство.
В начале 2008 года Мишель снова была сфотографирована с Мартинесом, обедающая в отеле Chateau Marmont Hotel в Лос-Анджелесе, где актёр остановился. Репортеры утверждали, что Мишель была также замечена выходящей с утра из этого отеля.

В ноябре 2008 года, во время интервью доминиканскому журналу Cayena, Родригес окончательно заявила, что она не лесбиянка.

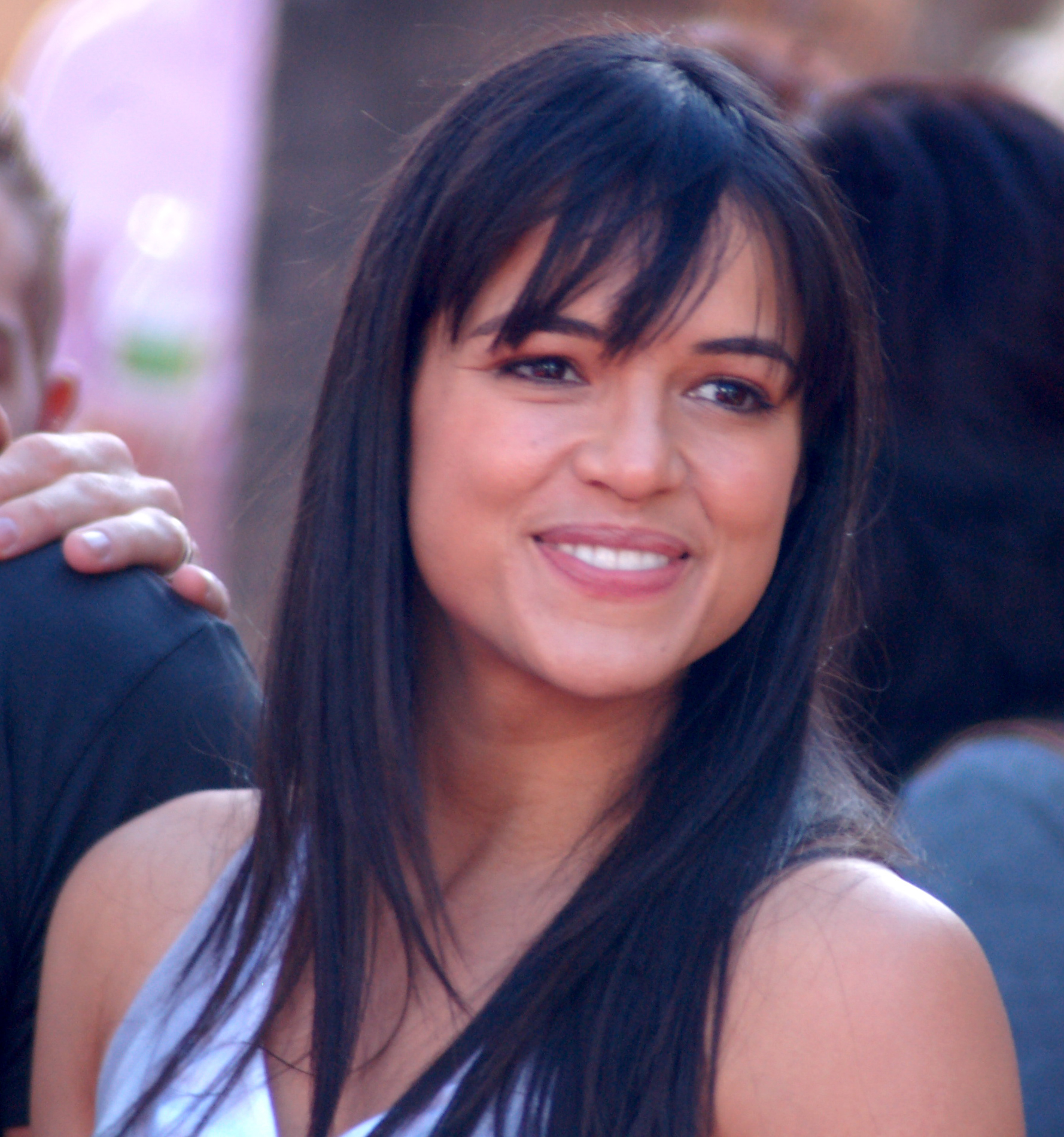
Мишель Родригес в 2009 году на церемонии получения Джеймсом Кэмероном Звезды на голливудской «Аллее славы»

В октябре 2013 года в интервью Entertainment Weekly Мишель сказала, что она бисексуальна.
В начале 2014 года в СМИ появилась информация, что Мишель Родригес встречается с британской топ-моделью Карой Делевинь. Позже они расстались, и у Мишель начался роман с актёром Заком Эфроном.

## Проблемы с законом
В марте 2002 года Родригес была арестована и обвинена в нападении на свою соседку по комнате.
В ноябре 2003 года Родригес была вызвана в суд по обвинению в двух дорожных происшествиях: 22 июля она покинула место ДТП после того, как сбила мотоциклиста. А 4 ноября она превысила скорость при проезде через перекрёсток, будучи в нетрезвом состоянии. В обоих случаях у неё на время приостанавливали действие водительских прав. В июне 2004 предстала перед судом в Лос-Анджелесе по трём пунктам обвинения: покидание места ДТП, езда в нетрезвом виде и вождение с приостановленными водительскими правами. Вменяемые ей обвинения оспаривать отказалась. Ей определили наказание в виде 48 часов пребывания под стражей и предписали выполнять общественные работы в двух моргах и больницах Нью-Йорка. Завершив трёхмесячную программу отучения от алкоголя, она получила испытательный срок на 3 года.
В 2005 году во время съёмок «Остаться в живых» на Гавайях, Родригес несколько раз была наказана за превышение скорости: 1 ноября она была оштрафована на 357 долларов, заплатила 300 долларов штрафа за превышение скорости (90 при разрешённой 35) 20 октября, а также была оштрафована 24 августа на 197 долларов за езду со скоростью 80 миль в час при разрешённых 50.
Родригес и её коллега по сериалу «Остаться в живых» Синтия Уотрос, которая ехала на другой машине, были остановлены и арестованы утром 1 декабря 2005 на Гавайях, обе не прошли тесты на алкоголь. Им пришлось заплатить залог 500 долларов. Полицейские снимки были выложены на сайте Smoking Gun. Родригес обращалась с просьбой не предъявлять обвинение, но в апреле 2006 она предстала перед судом за вождение в нетрезвом виде. Она выбрала штраф 500 долларов и 5 дней в тюрьме вместо 240 часов общественных работ. В течение мая 2006 в интервью телекомпании ABC в шоу Good Morning America Родригес сказала, что суровые испытания принуждают её взрослеть. Обстоятельство того, что она и Синтия Уотрос были «убиты» в сериале, воспринялся многими фанатами как результат их ареста, однако Родригес и продюсеры заявили, что их уход из шоу был запланирован ещё в начале сезона, а аресты — это только совпадение.
В связи с тем, что инцидент на Гавайях являлся нарушением её Лос-Анджелесского испытательного срока, Родригес была приговорена к тюремному заключению на 60 дней и 30-дневной программе по лечению от алкогольной зависимости, а также к 30 дням общественных работ 1 мая 2006 года. В связи с переполненностью тюрьмы она была освобождена в тот же день, как села. В июне 2006 ей пришлось выполнять постановление суда, то есть заниматься общественными работами.

## Фильмография
| Год       |     | Русское название                              | Оригинальное название            | Роль                  |
| --------- | --- | --------------------------------------------- | -------------------------------- | --------------------- |
| 2000      | ф   | Женский бой                                   | Girlfight                        | Диана Гузмен          |
| 2000      | ф   | Столкновение в Нью-Йорке                      | 3 A.M.                           | Салгадо               |
| 2001      | ф   | Форсаж                                        | The Fast and the Furious         | Летти Ортис           |
| 2002      | ф   | Обитель зла                                   | Resident evil                    | Рэйн Окампо           |
| 2002      | ф   | Голубая волна                                 | Blue Crush                       | Иден                  |
| 2003      | ф   | S.W.A.T.: Спецназ города ангелов              | S.W.A.T.                         | офицер Крис Санчес    |
| 2003      | ки  | True Crime: Streets of LA                     | True Crime: Streets of LA        | Рози Веласко          |
| 2004      | ки  | Driv3r                                        | Driver 3                         | Кэлита                |
| 2004      | ки  | Halo 2                                        | Halo 2                           | Марин                 |
| 2004      | ф   | Контроль                                      | Control                          | Тереза                |
| 2005      | с   | Бессмертный Гран-При                          | IGPX: Immortal Grand Prix        | Лиз Рикарро           |
| 2005      | ф   | Бладрейн                                      | BloodRayne                       | Катарина              |
| 2005—2010 | с   | Остаться в живых                              | Lost                             | Ана-Люсия Кортес      |
| 2006      | ф   | Свора                                         | The Breed                        | Никки                 |
| 2007      | ф   | Битва в Сиэтле                                | Battle in Seattle                | Лу                    |
| 2008      | ф   | Ночные сады                                   | Gardens of the Night             | Люси                  |
| 2008      | в   | Сказка для кошек                              | A Cat’s Tale                     | Жужуби                |
| 2008      | док | Приключения в озвучке                         | Adventures in Voice Acting       | в роли самой себя     |
| 2009      | ф   | Форсаж 4                                      | Fast & Furious                   | Летти Ортис           |
| 2009      | кор | Бандиты                                       | Los Bandoleros                   | Летти Ортис           |
| 2009      | ки  | James Cameron’s Avatar: The Game              | James Cameron’s Avatar: The Game | Труди Чакон           |
| 2009      | ф   | Аватар                                        | Avatar                           | Труди Чакон           |
| 2010      | ф   | «Кровавый тропик»                             | Trópico de Sangre                | Минерва Мирабаль      |
| 2010      | ф   | Мачете                                        | Machete                          | Лус                   |
| 2011      | ф   | Инопланетное вторжение: Битва за Лос-Анджелес | Battle: Los Angeles              | Елена Сантос          |
| 2011      | ф   | Чёрный Тино                                   | Blacktino                        | Шарлотта Фостер Джейн |
| 2011      | ф   | Андеграундная комедия                         | Underground Comedy               | Хэрриэт               |
| 2012      | ф   | Обитель зла: Возмездие                        | Resident Evil: Retribution       | Рэйн Окампо           |
| 2012      | ф   | Руки из камня                                 | Hands of Stone                   | Клара Саманьего       |
| 2013      | ф   | Форсаж 6                                      | Furious 6                        | Летти Ортис           |
| 2013      | ф   | Мачете убивает                                | Machete Kills                    | Лус                   |
| 2013      | мф  | Турбо                                         | Turbo                            | Паз                   |
| 2015      | ф   | Форсаж 7                                      | Fast & Furious 7                 | Летти Ортис           |
| 2015      | кор | Форсаж: Перегруженный                         | Fast & Furious: Supercharged     | Летти Ортис           |
| 2016      | ф   | Секрет Милтона                                | Milton's Secret                  | мисс Фергюсон         |
| 2016      | ф   | Томбой                                        | The Assignment                   | Фрэнк                 |
| 2017      | ф   | Форсаж 8                                      | The Fate of the Furious          | Летти Ортис           |
| 2018      | ф   | Вдовы                                         | Widows                           | Линда                 |
| 2019      | ф   | Алита: Боевой ангел                           | Alita: Battle Angel              | Гелда                 |
| 2021      | ф   | Трафик                                        | Crisis                           | супервайзер Гарретт   |
| 2021      | ф   | Форсаж 9                                      | F9                               | Летти Ортис           |
| 2023      | ф   | Подземелья и драконы: Честь среди воров       | Dungeons & Dragons               | Хольга Килгор, варвар |
| 2023      | ф   | Форсаж 10                                     | Fast X                           | Летти Ортис           |

## Награды и номинации
Список приведён в соответствии с данными сайта IMDb.
| Награды и номинации                                  | Награды и номинации | Награды и номинации                             | Награды и номинации                           | Награды и номинации |
| Награда                                              | Год                 | Категория                                       | Работа                                        | Результат           |
| ---------------------------------------------------- | ------------------- | ----------------------------------------------- | --------------------------------------------- | ------------------- |
| ALMA                                                 | 2002                | Лучшая актриса телефильма или мини-сериала      | Столкновение в Нью-Йорке                      | Номинация           |
| ALMA                                                 | 2006                | Лучшая актриса в телесериале                    | Остаться в живых                              | Награда             |
| ALMA                                                 | 2009                | Лучшая актриса в кинофильме                     | Форсаж 4                                      | Номинация           |
| ALMA                                                 | 2011                | Любимая киноактриса                             | Инопланетное вторжение: Битва за Лос-Анджелес | Номинация           |
| Academy of Science Fiction, Fantasy and Horror Films | 2006                | Лучшая актриса второго плана на телевидении     | Остаться в живых                              | Номинация           |
| Acapulco Black Film Festival                         | 2014                | Лучший актёрский ансамбль                       | Форсаж 6                                      | Номинация           |
| Black Reel Awards                                    | 2001                | Лучшая актриса                                  | Женский бой                                   | Номинация           |
| Black Reel Awards                                    | 2002                | Лучшая актриса второго плана                    | Столкновение в Нью-Йорке                      | Номинация           |
| Ассоциация кинокритиков Чикаго                       | 2001                | Наиболее многообещающая актриса                 | Женский бой                                   | Номинация           |
| Chlotrudis Awards                                    | 2001                | Лучшая актриса                                  | Женский бой                                   | Номинация           |
| Deauville American Film Festival                     | 2000                | Лучшая женская роль                             | Женский бой                                   | Награда             |
| Gotham Awards                                        | 2000                | Лучшая актриса                                  | Женский бой                                   | Награда             |
| Imagen Foundation Awards                             | 2004                | Лучшая актриса второго плана в кинофильме       | S.W.A.T.: Спецназ города ангелов              | Награда             |
| Imagen Foundation Awards                             | 2014                | Лучшая актриса второго плана                    | Форсаж 6                                      | Номинация           |
| Независимый дух                                      | 2001                | Лучший дебют                                    | Женский бой                                   | Награда             |
| Las Vegas Film Critics Society Awards                | 2000                | Лучшая актриса                                  | Женский бой                                   | Номинация           |
| Las Vegas Film Critics Society Awards                | 2000                | Лучший дебют — актриса                          | Женский бой                                   | Награда             |
| MTV Movie Awards                                     | 2003                | Лучшая экранная команда                         | Голубая волна                                 | Номинация           |
| Национальный совет кинокритиков США                  | 2000                | Прорыв года: актриса                            | Женский бой                                   | Награда             |
| Online Film Critics Society Awards                   | 2001                | Лучший кинематографический дебют                | Женский бой                                   | Номинация           |
| Золотая малина                                       | 2007                | Худшая актриса второго плана                    | Бладрейн                                      | Номинация           |
| Премия Гильдии киноактёров США                       | 2006                | Лучший актёрский состав в драматическом сериале | Остаться в живых                              | Награда             |
| Teen Choice Awards                                   | 2001                | Лучший прорыв                                   | Женский бой                                   | Номинация           |
| Teen Choice Awards                                   | 2013                | Лучшая актриса                                  | Форсаж 6                                      | Номинация           |